# Teoría de Ghirardi-Rimini-Weber
La teoría Ghirardi-Rimini-Weber (GRW) es una teoría de colapso objetivo en mecánica cuántica, propuesta en 1986 por Giancarlo Ghirardi, Alberto Rimini y Tullio Weber.

## Problema de medición y colapsos espontáneos
La mecánica cuántica convencional tiene dos principios dinámicos fundamentalmente diferentes: la ecuación de Schrödinger lineal y determinista, y el postulado reducción de paquetes de onda no lineal y estocástico. La interpretación ortodoxa, o interpretación de Copenhague de la mecánica cuántica, plantea un colapso de la función de onda cada vez que un observador realiza una medición. Por lo tanto, se plantea el problema de definir lo que es un "observador" y una "medición". Otro problema de la mecánica cuántica es que prevé superposiciones de objetos macroscópicos, que no se observan en la Naturaleza (véase Paradoja del gato de Schrödinger). La teoría no dice dónde está el umbral entre el mundo microscópico y el macroscópico, es decir, cuándo la mecánica cuántica debe dejar el espacio a la mecánica clásica. Las cuestiones mencionadas constituyen el problema de la medida en la mecánica cuántica.
Las teorías de colapso evitan el problema de la medida fusionando los dos principios dinámicos de la mecánica cuántica en una única descripción dinámica. La idea física que subyace en las teorías del colapso es que las partículas sufren colapsos espontáneos de la función de onda, que ocurren aleatoriamente tanto en el tiempo (a una tasa media determinada), como en el espacio (según la regla de Born). De este modo, se evita la imprecisión de hablar de "observador" y de "medición" que plaga la interpretación ortodoxa, ya que la función de onda se colapsa espontáneamente. Además, gracias al llamado "mecanismo de amplificación" (que se discutirá más adelante), las teorías de colapso recuperan tanto la mecánica cuántica para los objetos microscópicos, como la mecánica clásica para los macroscópicos.
La GRW es la primera teoría de colapso espontáneo que se ideó. En los años siguientes el campo se desarrolló y se propusieron diferentes modelos, entre ellos el Modelo CSL, que se formula en términos de partículas idénticas; el modelo Diósi-Penrose, que relaciona el colapso espontáneo con la gravedad; el modelo QMUPL, que demuestra importantes resultados matemáticos sobre las teorías de colapso; el modelo QMUPL coloreado, el único modelo de colapso que implica procesos estocásticos coloreados cuya solución exacta se conoce.

## Descripción de la teoría
El primer supuesto de la teoría de GRW es que la función de onda (o vector de estado) representa la especificación más exacta posible del estado de un sistema físico. Esta es una característica que la teoría de GRW comparte con las Interpretaciones estándar de la mecánica cuántica, y la distingue de las teorías de variables ocultas, como la teoría de De Broglie-Bohm, según la cual la función de onda no da una descripción completa de un sistema físico. La teoría GRW se diferencia de la mecánica cuántica estándar por los principios dinámicos según los cuales evoluciona la función de onda. Para más cuestiones filosóficas relacionadas con la teoría GRW y con las teorías de colapso objetivo en general se debe consultar.

### Principios de funcionamiento
- Cada partícula de un sistema descrito por la función de onda multipartícula {\displaystyle |\psi \rangle } experimenta de forma independiente un proceso de localización espontánea (o salto):

{\displaystyle |\psi \rangle \rightarrow {\frac {|\psi _{x}^{i}\rangle }{\sqrt {\langle \psi _{x}^{i}|\psi _{x}^{i}\rangle }}}},
donde {\displaystyle |\psi _{x}^{i}\rangle ={\hat {L}}_{x}^{i}|\psi \rangle } es el estado después de que el operador {\displaystyle {\hat {L}}_{x}^{i}} haya localizado la {\displaystyle i}-ésima partícula alrededor de la posición {\displaystyle x}.
- El proceso de localización es aleatorio tanto en el espacio como en el tiempo. Los saltos se distribuyen en el tiempo, con una tasa media {\displaystyle \lambda }; la densidad de probabilidad de que un salto ocurra en la posición {\displaystyle x} es {\displaystyle P_{i}(x)=\langle \psi _{x}^{i}|\psi _{x}^{i}\rangle }.
- El operador de localización tiene una forma gaussiana:

{\displaystyle {\hat {L}}_{x}^{i}=\left({\frac {1}{\pi r_{C}^{2}}}\right)^{\frac {3}{4}}e^{-{\frac {({\hat {q}}_{i}-x)^{2}}{2r_{C}^{2}}}}} ,
donde {\displaystyle {\hat {q}}_{i}} es el operador de posición de la {\displaystyle i}-ésima partícula, y {\displaystyle r_{C}} es la distancia de localización.
- Entre dos procesos de localización, la función de onda evoluciona según la ecuación de Schrödinger.

Estos principios pueden expresarse de forma más compacta con el formalismo Operador estadístico. Como el proceso de localización es poissoniano, en un intervalo de tiempo {\displaystyle dt} existe una probabilidad {\displaystyle \lambda dt} de que se produzca un colapso, es decir, que el estado puro {\displaystyle \rho =|\psi \rangle \langle \psi |} se transforme en la siguiente mezcla estadística:
{\displaystyle hat{T}_{i}[\rho ]\equiv \int dx{\hat {L}}_{x}^{i}|\psi \rangle \langle \psi |{\hat {L}}_{x}^{i}} .
En el mismo intervalo de tiempo, existe una probabilidad {\displaystyle 1-\lambda dt} de que el sistema siga evolucionando según la ecuación de Schrödinger. En consecuencia, la ecuación maestra de la GRW para {\displaystyle N} partículas dice
{\displaystyle {\frac {d}{dt}}\rho (t)=-{\frac {i}{\hbar }}[{\hat {H}},\rho (t)]-\sum _{i=1}^{N}\lambda _{i}\left(\rho (t)-{\hat {T}}_{i}[\rho ]\right)} ,
donde {\displaystyle hat{H}} es el Hamiltoniano del sistema, y los corchetes denotan un conmutador.
La teoría GRW introduce dos nuevos parámetros, a saber, la tasa de colapso {\displaystyle \lambda } y la distancia de localización {\displaystyle r_{C}}. Se trata de parámetros fenomenológicos, cuyos valores no están fijados por ningún principio y deben entenderse como nuevas constantes de la Naturaleza. La comparación de las predicciones del modelo con los datos experimentales permite acotar los valores de los parámetros (véase el modelo CSL). La tasa de colapso debe ser tal que los objetos microscópicos casi nunca se localicen, recuperando así de forma efectiva la mecánica cuántica estándar. El valor propuesto originalmente fue {\displaystyle \lambda =10^{-16}\mathrm {s} ^{-1}}, mientras que más recientemente Stephen L. Adler propuso que el valor {\displaystyle \lambda =10^{-8}\mathrm {s} ^{-1}} (con una incertidumbre de dos órdenes de magnitud) es más adecuado. Existe un consenso general sobre el valor {\displaystyle r_{C}=10^{-7}\mathrm {m} } para la distancia de localización. Se trata de una distancia mesoscópica, de forma que las superposiciones microscópicas quedan inalteradas, mientras que las macroscópicas se colapsan.

## Ejemplos
Cuando la función de onda es golpeada por un salto repentino, la acción del operador de localización resulta esencialmente en la multiplicación de la función de onda por la gaussiana de colapso.
Consideremos una función de onda gaussiana con dispersión {\displaystyle \sigma }, centrada en {\displaystyle x=a}, y supongamos que ésta sufre un proceso de localización en la posición {\displaystyle x=a}. Se tiene entonces (en una dimensión)
{\displaystyle \psi (x)={\frac {1}{(\pi \sigma )^{\frac {1}{4}}}}\,e^{-{\frac {(x-a)^{2}}{2\sigma ^{2}}}}\quad \longrightarrow \quad \psi _{a}(x)={\hat {L}}_{x=a}\,\psi (x)={\cal {N}}e^{-{\frac {(x-a)^{2}}{2r_{C}^{2}}}}\,e^{-{\frac {(x-a)^{2}}{2\sigma ^{2}}}}} ,
donde {\displaystyle {calN}} es un factor de normalización. Supongamos además que el estado inicial está deslocalizado, es decir, que {\displaystyle \sigma \gg r_{C}}. En este caso se tiene
{\displaystyle \psi _{a}(x)\simeq {\cal {N}}'e^{-{\frac {(x-a)^{2}}{2r_{C}^{2}}}}},
donde {\displaystyle {\cal {N}}'} es otro factor de normalización. Se encuentra así que después de producirse el salto brusco, la función de onda inicialmente deslocalizada se ha localizado.
Otro caso interesante es cuando el estado inicial es la superposición de dos estados gaussianos, centrados en {\displaystyle x=-a} y {\displaystyle x=a} respectivamente: {\displaystyle \psi (x)={\frac {1}{2(\pi \sigma )^{\frac {1}{4}}}}\,\left[e^{-{\frac {(x+a)^{2}}{2\sigma ^{2}}}}+e^{-{\frac {(x-a)^{2}}{2\sigma ^{2}}}}\right]}. Si la localización se produce, por ejemplo, alrededor de {\displaystyle x=a} se tiene
{\displaystyle \psi _{a}(x)={\cal {N}}e^{-{\frac {(x-a)^{2}}{2r_{C}^{2}}}}\left[e^{-{\frac {(x+a)^{2}}{2\sigma ^{2}}}}+e^{-{\frac {(x-a)^{2}}{2\sigma ^{2}}}}\right]={\cal {N}}\left[e^{-{\frac {\sigma ^{2}+r_{C}^{2}}{2\sigma ^{2}r_{C}^{2}}}\,\left(x+{\frac {\sigma ^{2}-r_{C}^{2}}{\sigma ^{2}+r_{C}^{2}}}a\right)^{2}-{\frac {2a^{2}}{\sigma ^{2}+r_{C}^{2}}}}+e^{-{\frac {\sigma ^{2}+r_{C}^{2}}{2\sigma ^{2}r_{C}^{2}}}\,(x-a)^{2}}\right]}.
Si se supone que cada gaussiana está localizada ({\displaystyle \sigma \ll r_{C}}) y que la superposición global está deslocalizada ({\displaystyle 2a\gg r_{C}}), se encuentra
{\displaystyle \psi _{a}(x)\simeq {\cal {N}}'\left[e^{-{\frac {\left(x+a\right)^{2}}{2\sigma ^{2}}}-{\frac {2a^{2}}{r_{C}^{2}}}}+e^{-{\frac {(x-a)^{2}}{2\sigma ^{2}}}}\right]}.
Vemos así que la gaussiana que es golpeada por la localización queda sin cambios, mientras que la otra es suprimida exponencialmente.

## Mecanismo de amplificación
Esta es una de las características más importantes de la teoría GRW, porque nos permite recuperar la mecánica clásica para objetos macroscópicos. Consideremos un cuerpo rígido de {\displaystyle N} partículas cuyo operador estadístico evoluciona según la ecuación maestra descrita anteriormente. Introducimos los operadores de posición del centro de masa ({\displaystyle {\hat {Q}}}) y relativo ({\displaystyle {\hat {r}}_{i}}), que nos permiten reescribir el operador de posición de cada partícula de la siguiente manera: {\displaystyle {\hat {q}}_{i}={\hat {Q}}+{\hat {r}}_{i}}. Se puede demostrar que, cuando el hamiltoniano del sistema puede dividirse en un hamiltoniano de centro de masa {\displaystyle H_{mathrm{CM}}} y un hamiltoniano relativo {\displaystyle H_{r}}, el operador estadístico de centro de masa {\displaystyle \rho _{mathrm{CM}}} evoluciona según la siguiente ecuación maestra:
{\displaystyle {\frac {d}{dt}}\rho _{\mathrm {CM} }(t)=-{\frac {i}{\hbar }}[{\hat {H}}_{\mathrm {CM} },\rho _{\mathrm {CM} }(t)]-\sum _{i=1}^{N}\lambda _{i}\left(\rho _{\mathrm {CM} }(t)-{\hat {T}}_{\mathrm {CM} }[\rho _{\mathrm {CM} }(t)]\right)},
donde
{\displaystyle {\hat {T}}_{\mathrm {CM} }[\rho _{\mathrm {CM} }(t)]=\left({\frac {1}{\pi r_{C}^{2}}}\right)^{\frac {3}{2}}\int _{\infty }^{\infty }d^{3}x\,e^{-{\frac {({\hat {Q}}-x)^{2}}{2r_{C}^{2}}}}\,\rho _{\mathrm {CM} }(t)\,e^{-{\frac {({\hat {Q}}-x)^{2}}{2r_{C}^{2}}}}}.
Se ve así que el centro de masa se colapsa con una tasa {\displaystyle \Lambda } que es la suma de las tasas de sus constituyentes: este es el mecanismo de amplificación. Si para simplificar suponemos que todas las partículas colapsan con la misma tasa {\displaystyle \lambda }, simplemente obtenemos {\displaystyle \Lambda =N\,\lambda }.
Un objeto que consiste en un número de Avogadro de nucleones ({\displaystyle N\simeq 10^{23}}) colapsa casi instantáneamente: Los valores de GRW y Adler de {\displaystyle \lambda } dan respectivamente {\displaystyle \lambda =10^{7},\mathrm {s} ^{-1}} y {\displaystyle \lambda =10^{15},\mathrm {s} ^{-1}}. La reducción rápida de las superposiciones de objetos macroscópicos está así garantizada, y la teoría GRW recupera efectivamente la mecánica clásica para los objetos macroscópicos.

## Otras características
- La teoría GRW hace predicciones diferentes a las de la mecánica cuántica estándar,[14] y, como tal, puede probarse contra él (véase el modelo CSL).[15]
- El ruido de colapso patea repetidamente las partículas, induciendo así un proceso de difusión (movimiento browniano). Esto introduce una cantidad constante de energía en el sistema, lo que lleva a una violación del principio de conservación de la energía. Para el modelo GRW, se puede demostrar que la energía crece linealmente en el tiempo con la tasa {\displaystyle \lambda \hbar ^{2}/4mr_{C}^{2}} , que para un objeto macroscópico equivale a {\displaystyle \simeq 10^{-14}\mathrm {erg\,\,s} ^{-1}}. Aunque tal aumento de energía es despreciable, esta característica del modelo no es atractiva. Por esta razón, se ha investigado una extensión disipativa de la teoría GRW.[16]
- La teoría GRW no permite partículas idénticas. Una extensión de la teoría con partículas idénticas ha sido propuesta por Tumulka.[17]
- La GRW es una teoría no relativista, su extensión relativista para partículas que no interactúan ha sido investigada por Tumulka,[18] mientras que los modelos de interacción siguen siendo objeto de investigación.
- La ecuación maestra de la teoría GRW describe un proceso de decoherencia según el cual los elementos fuera de diagonal del operador estadístico se suprimen exponencialmente. Esta es una característica que la teoría de GRW comparte con otras teorías de colapso: las que implican ruidos blancos están asociadas a las ecuaciones maestras de Lindblad,[19] mientras que el modelo QMUPL coloreado sigue una ecuación maestra gaussiana no markoviana.[20][21]